# Гомес Нунес де Помбейро
Го́мес Ну́нес де Помбе́йро (гал. і порт. Gomes Nunes de Pombeiro; бл. 1071–1141) — галісійський магнат, вельможа Леонського королівства, господар Помбейрський. Мажордом Португальського графства (1112). Представник дому Помбейро. Володів землями у долині річки Міньо, на північному березі, на півдні Галісії. Згадується в «Historia Compostelana» як володар кількох замків, командир чисельних лицарів та піхоти. Входив до так званої «галісійської партії» під проводом Педро де Траби та єпископа Дієго Жельміреса при леонському дворі. Під громадянської війни в Леоні за правління королеви Урраки підримував її сина, майбутнього короля Альфонсо VII. Був союзником португальської графині Терези та її галісійського коханця Фернандо де Траби, сина Педро. На початку 1120-х замирив Урраку із Терезою. Формально підримав Альфонсо VII у війні з португальським графом Афонсу І. Помер у вигнанні. Був одружений із Ельвірою де Трабою, донькою трабського графа Педро (з 1117). Від неї мав 4-х доньок — Лобу, Марію, Урраку, Шамоу та сина Фернандо. Також — Го́мес Ну́ньєс (ісп. Gómez Núñez); сучасною португальською — Го́міш Ну́неш де Помбе́йру.